# 棠景街道
棠景街道，是中华人民共和国广东省广州市白云区下辖的一个乡镇级行政单位。

## 行政区划
棠景街道下辖以下地区：
大围社区、祥岗社区、百顺社区、百荣社区、棠溪社区、岗贝社区、机场北社区、棠溪南社区、水边社区、合益社区、棠下西社区、棠下南社区、沙涌北社区、心谊社区和机场西社区。